# Лесевицкий, Николай Петрович
Николай Петрович Лесевицкий (1873—1918) — полковник Генерального штаба, герой Первой мировой войны, участник Белого движения.

## Биография
Православный.
Окончил Петровский Полтавский кадетский корпус (1893) и 3-е военное Александровское училище (1895), откуда выпущен был подпоручиком во 2-й мортирный артиллерийский полк. Произведен в поручики 27 июля 1899 года, в штабс-капитаны — 25 августа 1902 года. 10 октября 1905 года переведен в 6-й мортирный артиллерийский дивизион.
В 1907 году окончил Николаевскую академию Генерального штаба по 1-му разряду и 7 мая того же года был произведен в капитаны «за отличные успехи в науках». В 1907—1909 годах отбывал цензовое командование ротой в 1-м лейб-гренадерском Екатеринославском полку. 26 ноября 1909 года переведен в Генеральный штаб с назначением старшим адъютантом штаба 41-й пехотной дивизии. 10 января 1911 года назначен старшим адъютантом штаба Гренадерского корпуса.
2 марта 1914 года назначен старшим адъютантом штаба 5-го армейского корпуса, с которым и вступил в Первую мировую войну. Пожалован Георгиевским оружием
За то, что в бою у п. Варка 12-го и 13-го октября 1914 года, будучи старшим адъютантом штаба 5-го армейского корпуса, в высшей степени способствовал достижению цели, поставленной отряду, оказать содействие Гренадерскому корпусу; под ближайшим огнем противника установил связь с частями Гренадерского корпуса, в точности выяснил местонахождение частей 28-го пехотного Полоцкого полка, разбросанных по опушке леса. Видя обход противником д. Грабов, по собственной инициативе ввел в бой батальон 40-го пехотного Колыванского полка, чем остановил напор противника в этом направлении и личным примером ободрил некоторые роты, изнемогавшие в неравном бою.
Удостоен ордена Св. Георгия 4-й степени
За то, что, исправляя должность начальника штаба 67-й пехотной дивизии, в бою 20-го ноября 1914 года у д. Мала-Мержанчка, в то время, когда германцы прорвали весьма растянутое наше расположение и, выйдя в тыл части наших войск, угрожали глубоким обходом всей нашей позиции, лично искусно руководя действиями переданных ему в командование 2-х батарей и 5-ти рот, находясь все время под огнем и явно рискуя жизнью, не только остановил развитие успеха неприятеля, но обратил зарвавшиеся его части в бегство. Благодаря этим смелым и решительным действиям, наши войска получили возможность продолжать выполнять поставленную им задачу.
18 февраля 1915 года назначен исправляющим должность начальника штаба 67-й пехотной дивизии, а 22 марта произведен в подполковники с утверждением в должности. 6 декабря 1915 года произведен в полковники. 3 июля 1916 года назначен и. д. начальника штаба 7-й Особой пехотной бригады, а 13 января 1917 года — командиром 202-го пехотного Горийского полка. 22 июля 1917 года назначен и. д. генерала для поручений при командующем 3-й армией.
В конце 1917 года был генерал-квартирмейстером полевого штаба Кубанской армии, в январе—феврале 1918 года — командиром добровольческого отряда на Кубани. Во время 1-го Кубанского похода остался больным в аулах, был расстрелян в марте 1918 в местечке Горячий Ключ. Его вдова Софья Александровна умерла в 1944 году в Германии.

## Награды
- Орден Святого Станислава 3-й ст. (ВП 18.05.1905)
- Орден Святой Анны 3-й ст. (ВП 5.02.1913)
- Орден Святого Станислава 2-й ст. с мечами (ВП 7.01.1915)
- Орден Святой Анны 2-й ст. с мечами (ВП 7.01.1915)
- Орден Святого Владимира 4-й ст. с мечами и бантом (ВП 1.03.1915)
- Георгиевское оружие (ВП 5.05.1915)
- мечи и бант к ордену Св. Анны 3-й ст. (ВП 11.11.1915)
- Орден Святой Анны 4-й ст. с надписью «за храбрость» (ВП 27.01.1916)
- Орден Святого Георгия 4-й ст. (ВП 26.09.1916)